# Duna Aréna
Die Duna Aréna (deutsch Donau-Arena, auch als Dagály Úszóaréna bekannt) ist ein Schwimmkomplex im XIII. Bezirk (Zugló) der ungarischen Hauptstadt Budapest. Die Schwimmhalle bietet regulär 5.300 Sitzplätze.

## Geschichte
Die Halle, direkt am linken Ufer der Donau, also in Pest, wurde zwischen 2015 und 2017 errichtet. Der Entwurf stammte von Marcell Ferenc. Die Anlage verfügt über zwei 50 m-Schwimmbecken, ein Tauchbecken und einen 25 m-Kurzbahn-Trainingspool. Der Veranstaltungsort war eigentlich erst für die Schwimmweltmeisterschaften 2021 gedacht. Im Februar 2015 gab die mexikanische Stadt Guadalajara die Schwimmweltmeisterschaften 2017 aus finanziellen Gründen zurück. Daraufhin vergab der Weltverband FINA diese Titelkämpfe an die ungarische Hauptstadt. Für die Welttitelkämpfe wurde die Duna Aréna mit etwa 8.000 temporären Sitzen erweitert.
Zwei Jahre nach den Schwimmweltmeisterschaften wurden in der Arena die Jugend-Schwimmweltmeisterschaften 2019 ausgetragen. Budapest richtete mit der Duna Aréna und dem Alfréd Hajós Schwimmkomplex gegenüber auf der Margareteninsel die Schwimmweltmeisterschaften 2022 aus und ist weiters für die Kurzbahnweltmeisterschaften 2024 und die Schwimmweltmeisterschaften 2027 vorgesehen. Dies gab die FINA am Rande der Schwimmweltmeisterschaften 2019 in Südkorea bekannt. Darüber hinaus wurden die Schwimmeuropameisterschaften 2020 in der Budapester Arena veranstaltet.

## Galerie

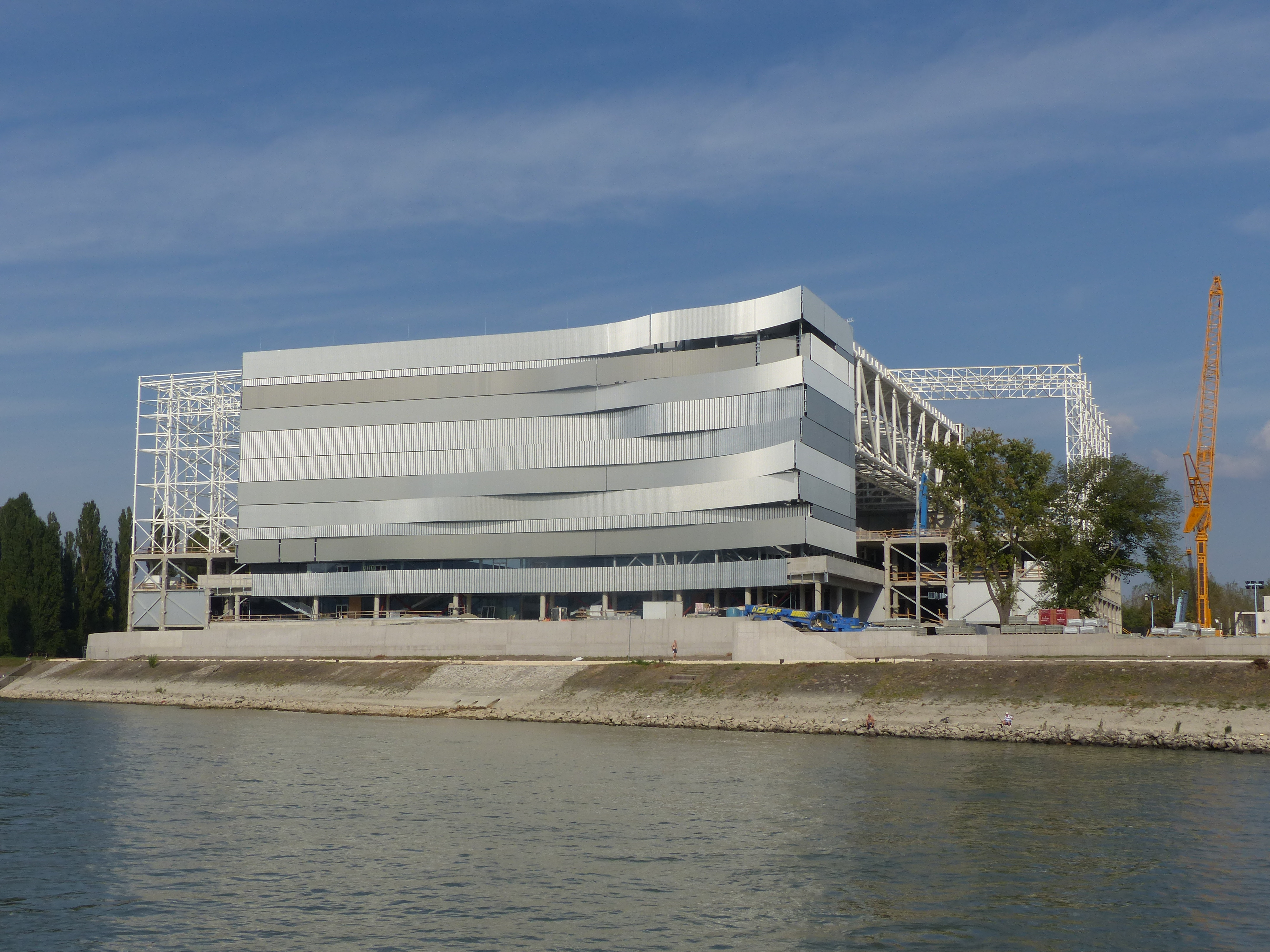
Die Baustelle im September 2016
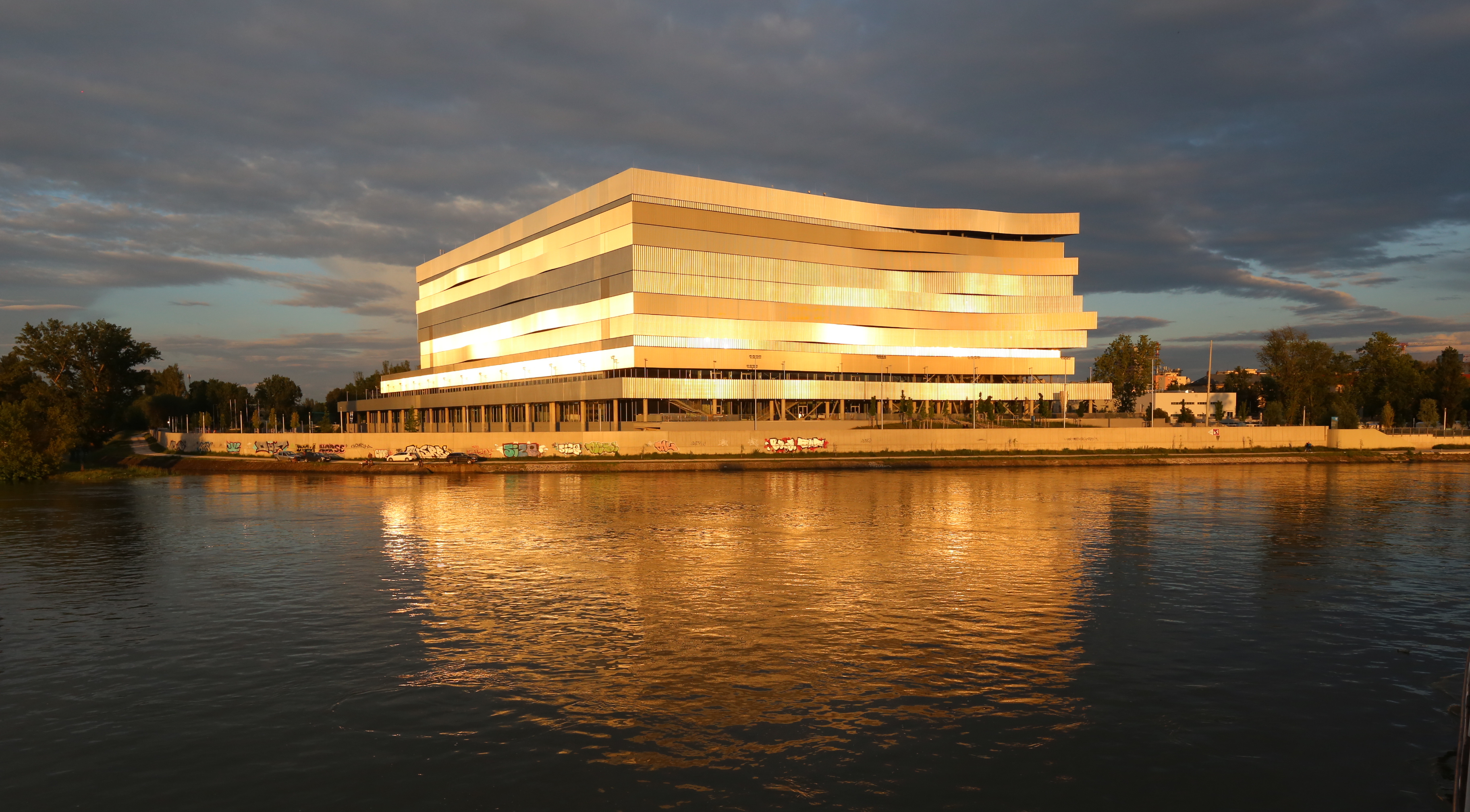
Sonnenuntergang an der Duna Aréna (Mai 2019)